# 南知多町立日間賀小学校
南知多町立日間賀小学校（みなみちたちょうりつ ひまかしょうがっこう）は、愛知県知多郡南知多町大字日間賀島字永峯11にある町立小学校。三河湾に浮かぶ日間賀島唯一の小学校である。全国へき地教育研究連盟によってへき地学校1級に指定された、愛知県に12校ある小学校のひとつである。

## 特色
1957年（昭和32年）の児童数は416人だったが、1967年（昭和42年）には340人、1977年（昭和52年）には280人、1987年（昭和62年）には213人、1997年（平成9年）には167人、2007年（平成19年）には123人、2017年（平成29年）には110人となっている。日間賀小学校と南知多町立日間賀中学校は日間賀島全島を学区とする学校であり、地域や中学校と連携した教育活動を推進している。総合学習ではアサリ汁作り、テングサ採り、タコの干物作りなどを行う。

## 歴史

### 年表
- 1873年（明治6年）4月18日 - 知多郡日間賀島村に開校。[2]
- 1876年（明治9年） - 日間賀島村・篠島村・師崎村の合併により鴻崎村立の学校となる。
- 1881年（明治14年） - 鴻崎村の分立により再び日間賀島村立の学校となる。
- 1941年（昭和16年） - 日間賀島村立日間賀国民学校に改称。
- 1947年（昭和22年） - 日間賀島村立日間賀小学校に改称。
- 1961年（昭和36年） - 南知多町の発足により南知多町立日間賀小学校に改称。

### 児童数の変遷
『愛知県小中学校誌』（2018年）によると、児童数の変遷は以下の通りである。
| 1947年（昭和22年） | 392人 |  |
| 1957年（昭和32年） | 416人 |  |
| 1967年（昭和42年） | 340人 |  |
| 1977年（昭和52年） | 280人 |  |
| 1987年（昭和62年） | 213人 |  |
| 1997年（平成9年）  | 167人 |  |
| 2007年（平成19年） | 123人 |  |
| 2017年（平成29年） | 110人 |  |